# Pseudozarba bella
Pseudozarba bella là một loài bướm đêm trong họ Noctuidae.